# アーサー・アチソン (初代ゴスフォード伯爵)

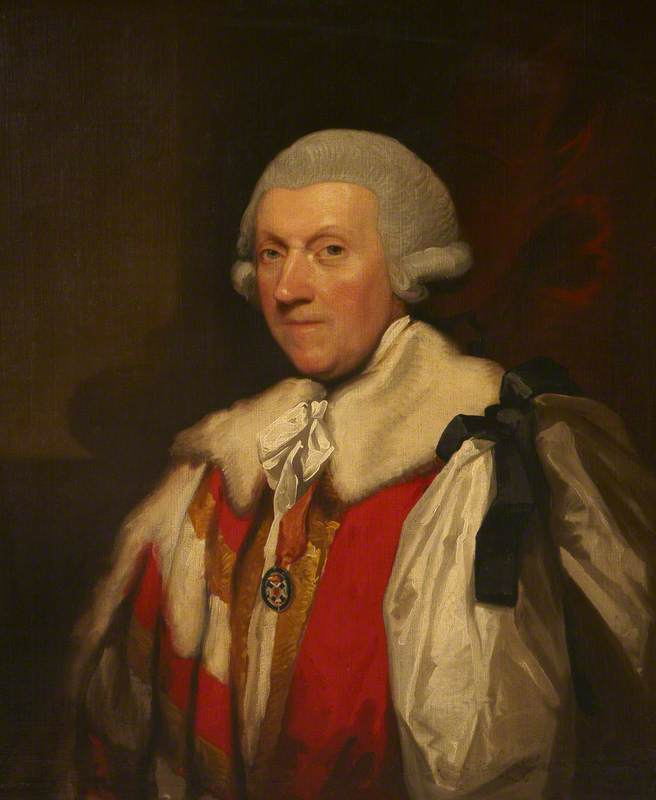
ギルバート・ステュアートによる肖像画

初代ゴスフォード伯爵アーサー・アチソン（英語: Arthur Acheson, 1st Earl of Gosford PC (Ire)、1745年頃 – 1807年1月14日）は、アイルランド王国出身の貴族、政治家。

## 生涯
アーチボルド・アチソン（後の初代ゴスフォード子爵）とメアリー・リチャードソン（Mary Richardson、1792年5月没、ジョン・リチャードソンの娘）の息子として、1745年頃に生まれた。
1783年から1790年までオールド・ロークリン選挙区の代表としてアイルランド庶民院議員を務め、1790年9月5日に父が死去するとゴスフォード子爵位を継承した。
1793年、アイルランド枢密院の枢密顧問官に任命された。
1806年2月4日、アイルランド貴族であるゴスフォード伯爵に叙された。
1807年1月14日に死去、息子アーチボルドが爵位を継承した。

## 家族
1774年、ミリセント・ポール（Millicent Pole、1825年11月1日没、エドワード・ポールの娘）と結婚、4男3女をもうけた。
- アーチボルド（英語版）（1776年 – 1849年） - 第2代ゴスフォード伯爵[3]
- アーサー - 夭折[4]
- アーサー・ポール - 早世[4]
- エドワード（1828年7月24日没） - ワーテルローの戦いに参戦した。生涯未婚
- オリヴィア（1863年2月12日没） - 1797年3月14日、ロバート・バーナード・スパロー（Robert Bernard Sparrow、1805年没）と結婚、子供あり
- メアリー（1843年5月1日没） - 1803年2月19日、ウィリアム・ヘンリー・キャヴェンディッシュ＝ベンティンク卿（1774年 – 1839年、第3代ポートランド公爵ウィリアム・キャヴェンディッシュ＝ベンティンクの息子）と結婚
- ミリセント（1878年1月13日没） - 1826年9月12日、J・H・バーバー（J H Barber）と結婚